# Tomáš Pešír
Tomáš Pešír (* 30. Mai 1981 in Prag) ist ein ehemaliger tschechischer Fußballspieler.

## Vereinskarriere
Pešír begann mit dem Fußballspielen beim SK Horní Měcholupy. Im Alter von zehn Jahren wechselte er zu Slavia Prag. In der Saison 2000/01 war er an den damaligen Zweitligisten FK Mladá Boleslav ausgeliehen, anschließend wechselte der Stürmer zum FK Chmel Blšany, für den er in dreieinhalb Jahren 79 Erstligaspiele bestritt, in denen er acht Tore schoss. Im Januar 2005 unterschrieb er einen Dreijahresvertrag beim türkischen Klub Kayserispor, bereits nach einem halben Jahr kehrte er nach Tschechien zurück und schloss sich seinem Jugendklub Slavia Prag an. Auch dort blieb der Angreifer nur sechs Monate, im Januar 2006 kehrte er zu Chmel Blšany zurück.
Im Sommer 2006 wurde er für zwei Jahre vom FK Siad Most verpflichtet, in der Spielzeit 2006/07 schoss er nur ein Tor in 24 Begegnungen. Er wurde zur Saison 2007/08 für sechs Monate an den schottischen Zweitligist FC Livingston ausgeliehen. Dort konnte er, ähnlich wie in Kayseri, seine Torquote beträchtlich steigern. Im September 2008 unterschrieb Tomáš Pešír beim polnischen Erstligisten Jagiellonia Białystok. Seine nächste Station war im ersten Halbjahr 2009 der slowakische Erstligist MFK Ružomberok. Im September 2009 unterschrieb der Tscheche einen Ein-Jahres-Vertrag beim zyprischen Erstliga-Aufsteiger Nea Salamis Famagusta. Bereits im März 2010 kehrte der Angreifer nach Tschechien zurück und unterschrieb einen Vertrag beim Zweitligisten FC Zenit Čáslav. Doch im August 2010 wechselte er bereits wieder ins Ausland zu Górnik Łęczna in die zweite polnische Liga. 2013 kehrte er in seine Heimat zurück und spielte für die Amateurvereine TJ Sokol Čížová und FC Přední Kopanina. Bei letzterem beendete er 2016 seine Karriere.

## Futsal
Seit 2008 spielt Pešír in unregelmäßigen Abständen Futsal für den tschechischen Erstligisten FC Benago Zruč nad Sázavou. Während seiner Zeit in Čáslav durfte der Stürmer allerdings nicht gleichzeitig Futsal spielen.